# مهسانا
مهسانا رمزها «MA» (بالإنجليزية: Mehsana)‏ ، هو تقسيم إداري لدولة الهند تتبع ولاية غوجارات (بالإنجليزية: Gujarat)‏ ، مركزها هو مدينة مهسانا (بالإنجليزية: Mehsana)‏ عدد سكانها حسب تعداد سنة 2001 هو 1,837,696 ، مساحتها 4,386 كم² وكثافة السكان 419 لكل كم² .